# NGC 3421
NGC 3421 (również IC 652 lub PGC 32514) – galaktyka spiralna (Sa/P), znajdująca się w gwiazdozbiorze Hydry. Odkrył ją Andrew Common w 1880 roku.